# 贝翁 (安省)
贝翁（法語：Béon，法語發音：[beɔ̃]）是法国东部安省的一个旧市镇，属于贝莱区。2023年1月1日，贝翁与市镇屈洛兹合并为新市镇屈洛兹-贝翁。

## 地理
贝翁（45°51'17"N, 5°45'19"E）面积10.3 平方千米，位于法国奥弗涅-罗讷-阿尔卑斯大区安省，该省份为法国东部省份，北起汝拉省，西北接索恩-卢瓦尔省，西接罗讷省和里昂大都会，南至伊泽尔省，东与萨瓦省、上萨瓦省和瑞士接壤。
与贝翁接壤的市镇（或旧市镇、城区）包括：塞泽里约、屈洛兹、塔利雪、瓦尔罗梅地区阿尔维耶尔。
贝翁的时区为UTC+01:00、UTC+02:00（夏令时）。

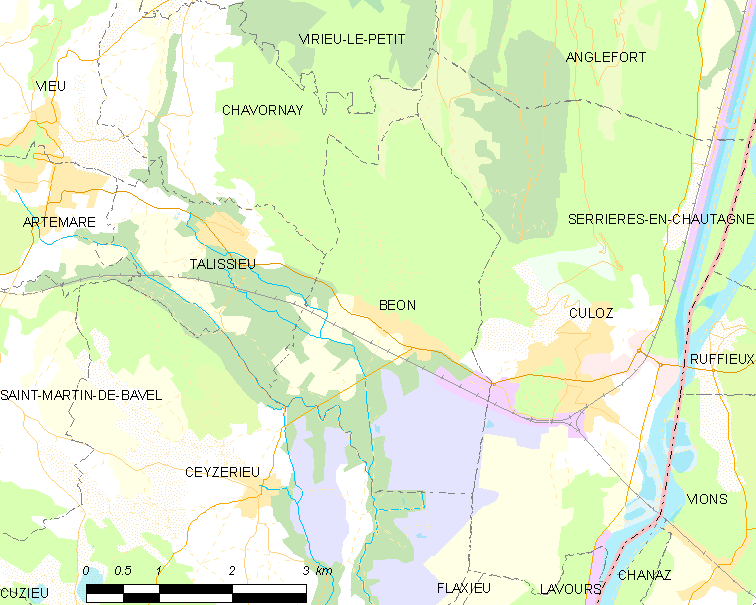
贝翁的OSM定位图

## 行政
贝翁的邮政编码为01350，INSEE市镇编码为01039。

## 政治
贝翁所属的省级选区为普拉托多特维尔县。

## 人口

1962-2008年间贝翁人口变化图示

贝翁于2020年1月1日时的人口数量为439人。